# Da wird mir übel
Da wird mir übel ist eine auf ZDFneo gesendete Dokutainment-Reihe. Die Reihe behandelt Verbraucherthemen und versucht „Tricks“ insbesondere der Lebensmittel- und Kosmetikindustrie zu „entlarven“. Die Moderatoren der ersten beiden Staffeln waren Theo West und Maite Kelly. Seit der dritten Staffel führen Wolfgang Trepper und Anastasia Zampounidis durch die Sendung.
2016 lief die Sendung in drei Folgen unter dem Namen Wiso Konsumagenten auf ZDF und ZDFinfo.

## Aufbau der Sendung
In jeder Folge widmen sich die Moderatoren einem Verbraucherthema. In der ersten Staffel wurden vor allem Ernährungsthemen behandelt, zum Beispiel ob Light-Produkte tatsächlich schlank machen, Bio-Lebensmittel gesünder sind oder welche Geschmacksverstärker und Ersatzprodukte in Lebensmitteln enthalten sind. Auch die Wirkung von sogenannten Beautyprodukten wie Antifalten-Cremes wurde unter die Lupe genommen. In der zweiten Staffel beschäftigen sich Maite Kelly und Theo West auch mit Schönheitsoperationen, Geldanlagen oder Erkältungsmitteln.
Die beiden ungleichen Moderatoren der ersten beiden Staffeln – Theo West eher misstrauisch, Maite Kelly als gutgläubige Kundin – suchten Experten auf und führten spielerisch Tests durch. In der Ausgabe „Textil“ wurden zum Beispiel Strumpfhosen von einem Traktor zerrissen. Kelly quetschte außerdem auf der Suche nach natürlichen Färbemitteln einen echten Tintenfisch auf einem weißen T-Shirt aus. In den jeweiligen Folgen erfolgte die Darstellung des behandelten Themas so, dass die Moderatoren im Verlauf der Folge zunehmende Kenntnis über die behandelte Thematik erlangten. Hierbei wurde stellenweise auch auf persönliche Probleme der Moderatoren, wie zum Beispiel Theo Wests Glatze oder Maite Kellys Übergewicht, eingegangen.

## Episoden

### Staffel 1
- 01. Fieses zum Frühstück
- 02. Flüssige Fallen
- 03. Die fettesten Dickmacher
- 04. Für immer jung und schön
- 05. Wie gesund ist bunt?

### Staffel 2
- 06. Reporter unter Strom
- 07. Diätmärchen
- 08. Frisch ist anders
- 09. Dreckige Wahrheit
- 10. Zugemüllt
- 11. Textil
- 12. Erkältung
- 13. Muntermacher
- 14. Zucker
- 15. Esoterik
- 16. Schönheits-OPs
- 17. Salz
- 18. Abzocke
- 19. Banken
- 20. Imitate

### Staffel 3
- 21. Rabatte
- 22. Fisch
- 23. Spermien
- 24. Fertiggerichte
- 25. Spritpreise
- 26. Fette
- 27. Verkäufertricks
- 28. Kalorienbomben
- 29. Reparaturen
- 30. Grillen
- 31. Heimwerker
- 32. Nebenjobs
- 33. Dating
- 34. Milch
- 35. Luxus

### Staffel 4
- 36. Erotik
- 37. Haustiere
- 38. Auto
- 39. Festessen
- 40. Biofood
- 41. Fleisch
- 42. Wohnen
- 43. Vegetarisch

### Wiso Konsumagenten
- 01. Die Schnäppchen-Falle
- 02. Die Zucker-Falle
- 03. Die Vitamin-Falle